# St. Vincentius (Scherfede)

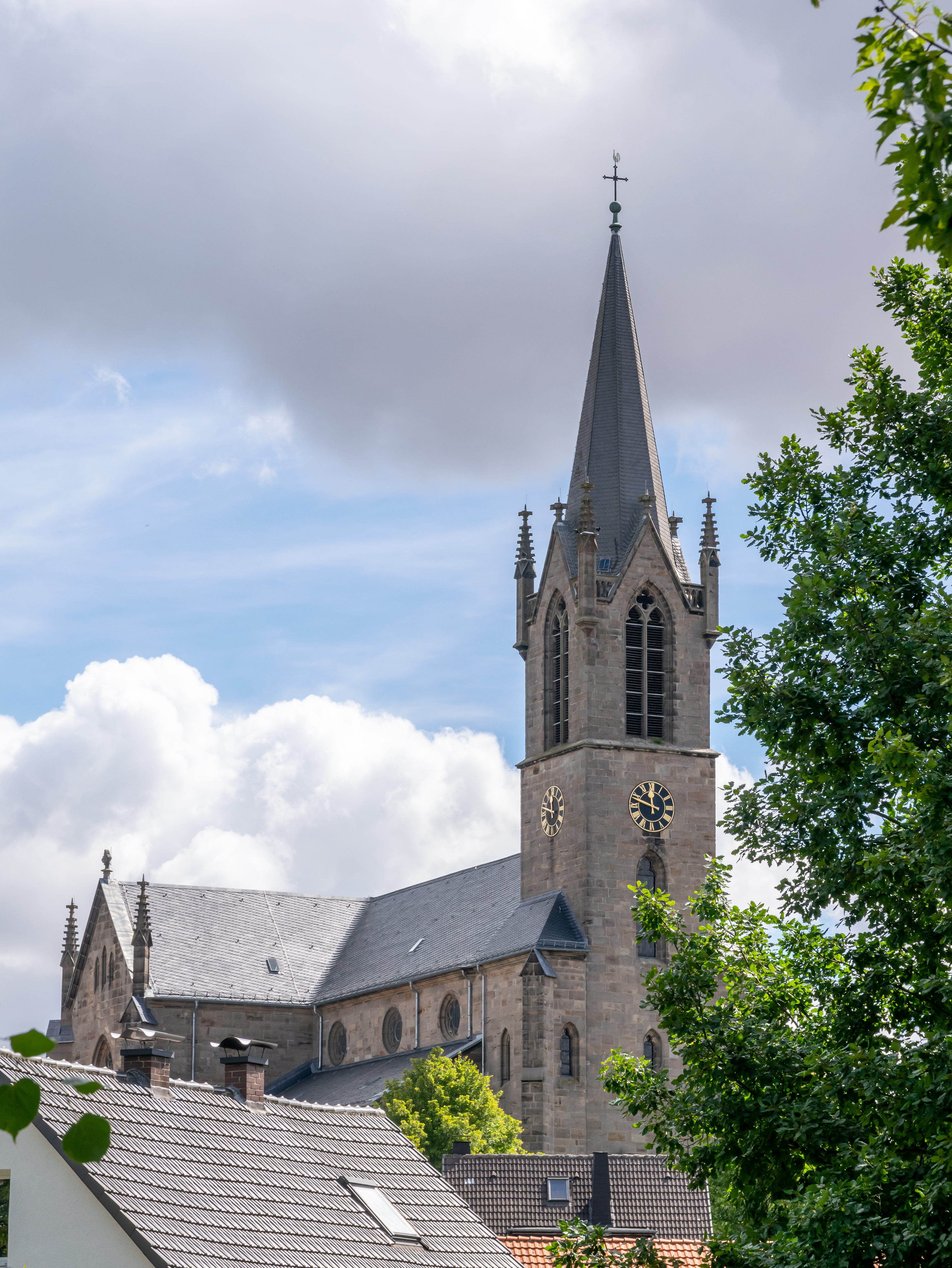
St. Vincentius (Scherfede)

Die römisch-katholische, denkmalgeschützte Pfarrkirche St. Vincentius steht in Scherfede, einem Gemeindeteil von der ostwestfälischen Stadt  Warburg im Kreis Höxter von Nordrhein-Westfalen. Die Kirchengemeinde gehört zum Pastoralverbund Warburg im Dekanat Höxter des Erzbistums Paderborn.

## Beschreibung
Die neugotische Kreuzbasilika wurde 1859–62 aus Quadermauerwerk gebaut. Der Entwurf von 1851–53 eines Architekten wurde 1856 von Friedrich August Stüler revidiert. Sie besteht aus einem Langhaus, einem Querschiff, einem eingezogenen, dreiseitig geschlossenen Chor im Osten und einem weit in das Langhaus eingestellten Kirchturm auf quadratischem Grundriss im Westen. Über seinem obersten Geschoss, das den Glockenstuhl beherbergt, das mit Giebeln zwischen Fialen endet, erhebt sich ein achtseitiger spitzer Helm.
Der Innenraum ist mit einem Kreuzrippengewölbe überspannt, das auf Konsolen ruht. Zur Kirchenausstattung gehört u. a. ein Hochaltar, ein Flügelaltar mit Tabernakel.